# Crestall

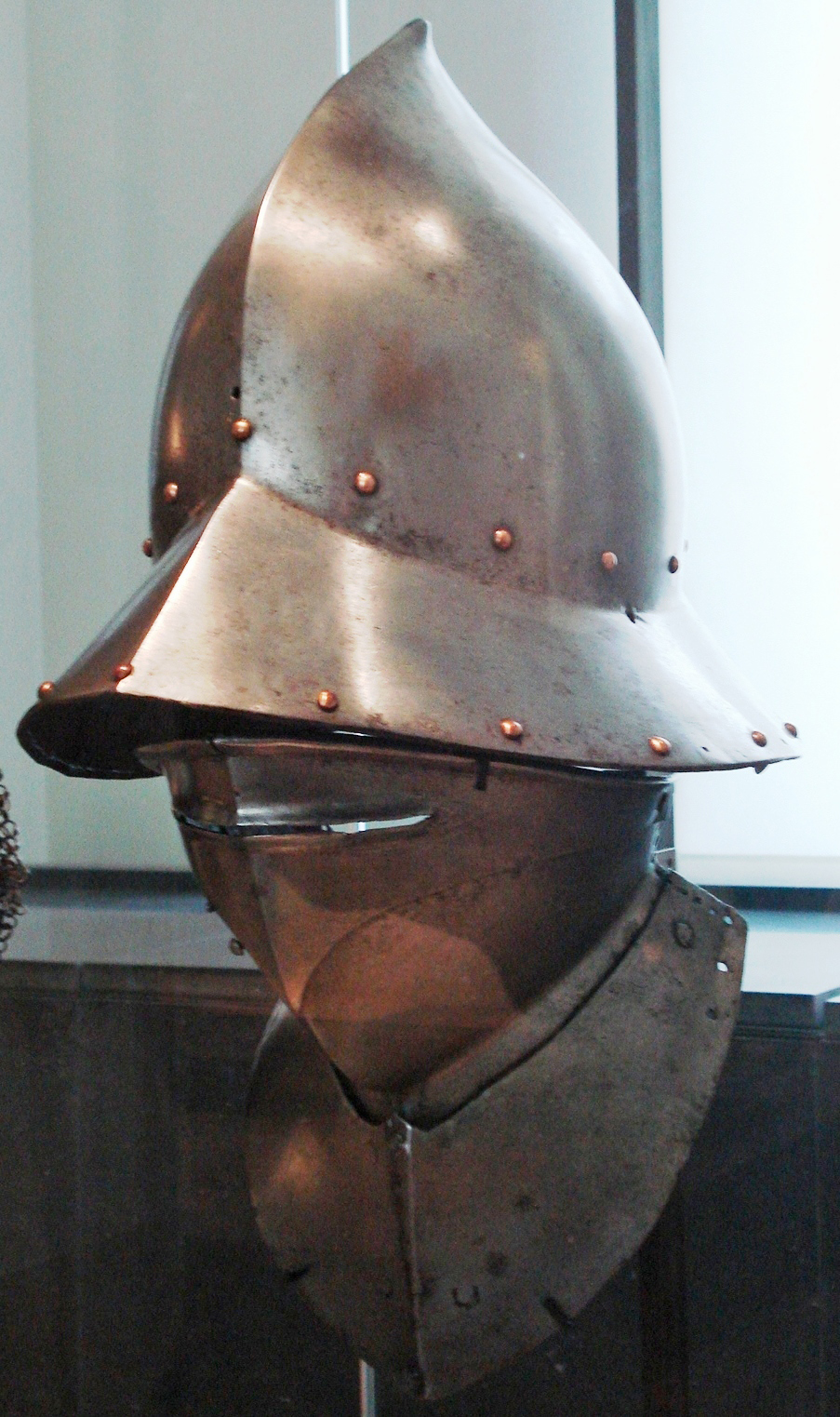
Casc amb crestall

El crestall o cresta és la part alta d'alguns cascs, que forma una mena de que prominència serveix al mateix temps que per afeblir la potència dels cops rebuts al cap i per a subjectar la cimera de crinera o de plomes amb què solien aquells adornar. En la celada igual que en l'elm i la borgonyota, el crestall sol ser molt sortint i de forma semicircular, ja llis, ja ondulat a manera d'una cresta de gall. Al morrió s'eleva més encara pel centre, seguint després en disminució fins als extrems i apareix sovint (com en la borgonyota) ricament ornamentat.En els cascos orientals i d'altres pobles que no van tenir contacte amb la civilització europea el crestall és rar, trobant només per excepció en alguns exemplars aïllats.

## Història
Els cascos assiris van ser els primers que van portar crestall, formant una graciosa corba en l'arrencada de la cimera. Més marcat en el grec que en aquests, cobria i recobria la unió de les dues meitats del casc, des de damunt del front fins al clatell.
Els etruscs van mancar en general d'aquest reforç, que es veu substituït en ells per una lleugera aresta en la unió de les seves dues meitats. En canvi, els cascos romans, imitació dels grecs, van tenir com aquests un crestall característic, encara que una mica més curt, algunes vegades, però, van ser llisos. En els dels centurions era una mena de caixa quadrada, que servia de base al plomall de plomes amb què es distingien dels soldats. Els cascos dels gladiadors tenien sempre un crestall ben marcat, de perfil semicircular o quadrat adornat de vegades amb algun emblema i treballs repujats de veritable mèrit.
Gals, germans i celtes van usar comunament cascos amb el crestall molt sortint i dirigit de dreta a esquerra, que quan eren cònics, com solia succeir, els donava aspecte ogival.
En el transcurs de l'edat mitjana no es torna a veure el crestall fins que apareix la celada, ja que l'elm va ser sempre llis i el bacinet només va tenir una aresta no gaire pronunciada, com la dels cascos etruscs.

## Altres significats
El mot crestall també es refereix a una modificació del sòl agrícola.